# Five Do-It-Yourself Pieces
Four Do-It-Yourself Pieces (укр. Чотири композиції «Зроби це сам») — набір з чотирьох невизначених композицій — «CASTA *», «RECIPE for a *», «CONFERENCE: a telephone happening» та «KNOCKING PIECE II», — написаних Беном Джонстоном 1969 року. 1979 року він написав п'яту композицію «Age of Surveillance», а цикл став називатися Five Do-It-Yourself Pieces (укр. П'ять композицій «Зроби це сам»).
Протягом 1968 та 1969 років американський композитор Бен Джонстон, відомий написанням сценічної, камерної та симфонічної музики, переважно із використанням чистого строю, захопився експериментальною музикою. Спочатку він написав декілька творів за допомогою техніки «конкретної музики» для Смітсонівського інституту, а потім, під впливом свого колеги, композитора-авангардиста Джона Кейджа, перейшов до створення «невизначеної музики», яка, залежно від виконавця, могла звучати зовсім по-різному. За словами самого Джонстона, його твори були «рецептами», за допомогою яких музиканти могли приймати ті рішення, які зазвичай приймають композитори, а сам він був зацікавленим в тому, щоб створювати матеріал «на віддаленні», схоже на те, як науковці працюють із механічними маніпуляторами при роботі з небезпечними речовинами.
Найбільш відомою серед чотирьох невизначених композицій (Four Do-It-Yourself Pieces), створених 1969 року, була «CASTA *» (в цій та інших назвах символ зірочки мав бути заміненим на ім'я музиканта, який виконує композицію). Джонстон описував, як за допомогою магнітофону, мікрофону, друкарської машинки, навушників та іншого обладнання можна створити власний твір. Виконавець мав записати декілька фрагментів музики, скету або співу, розділити їх на менші частини, надрукувати їхні номери, перемішати, послідовно відтворити на сцені, викинувши спочатку картки із номерами, а потім і сам текст «інструкції» в глядацький зал. Прем'єра композиції («Casta Norma») відбулася 9 травня 1969 року на відкритті великої зали мистецького центру в Університеті Іллінойсу; Норма Мардер заспівала фрагменти опери «Норма» Вінченцо Белліні, а Джордж Рітшер відповідав за електроніку. Запис твору під назвою «Casta Bertram» потрапив до збірки The Contemporary Contrabass контрабасиста Бертрама Турецкі, що вийшла на лейблі Nonesuch.
Три інших композиції, що увійшли до серії «Зроби це сам», мали схожу структуру і були створені для музикантів, з якими Джонстон хотів співпрацювати. «RECIPE for a *» (для танцюристки Кетрін Літц) вимагала створення на сцені декорацій, подібних до спальної кімнати виконавця. «CONFERENCE: a telephone happening» (для Джона Кейджа) вимагала обирання випадкових тем для розмови за допомогою «Книги змін» та телефонних дзвінків заздалегідь обраним людям; перфоманс мав бути частиною виставки телефонів Белла в Музеї сучасного мистецтва в Чикаго, але не відбувся. «KNOCKING PIECE II» була створена для Джека Маккензі, викладача перкусії Університету Іллінойсу, одного з двох виконавців прем'єри відомого етюду Джонстона Knocking Piece.
Восени 1978 року Бен Джонстон написав п'яту композицію циклу «Зроби це сам», що отримала назву «Age of Survelliance» (укр. Вік спостереження); таким чином цикл став називатися Five Do-It-Yourself Pieces. Її назва відображала тогочасну атмосферу у суспільстві, пов'язану із підозрами в тому, що за діями людей спостерігають за допомогою камер. Згідно з планом Джонстона, виконавці мали підготувати есе на політичні та музичні теми, які потім обговорювалися б під час концерту з публікою. Перфоманс відбувся у листопаді 1979 року на зустрічі Американської спілки університетських композиторів в Чикаго, але на думку музикознавиці Хайді фон Гунден був невдалим, занадто неправдоподібним та штучним: «До 1979 року ідея участі глядачів застаріла, і сильне особисте почуття Джонстона щодо необхідності католицького погляду на сучасне мистецтво не було виражене так пристрасно, як він хотів».